# Rebbenesøya
Rebbenesøya (en sami septentrional: Ruobbá) es una isla del municipio de Karlsøy en Troms, Noruega. El tercio sur de la isla pertenece al municipio de Tromsø mientras que la zona norte pertenece a Karlsøy. Hay una ruta de transbordador entre Brommes, en la costa este, a Mikkelvik en el noroeste de la isla de Ringvassøya.

## Historia
Doce comandos noruegos de la resistencia (Compañía Linge) fueron atacados por dragaminas alemanes en Toftefjord en las cercanías de Rebbenesøya el 30 de marzo de 1943. El único sobreviviente fue Jan Baalsrud, que logró huir a Suecia. Existe un monumento a los muertos ese día en Toftefjord. La travesía de Baalsrud está reflejada en la novela Nine Lives, que más tarde fue llevada al cine bajo el mismo nombre.

## Actualidad
En Rebbenesøya hay varios montes donde se practica senderismo. El punto más alto es Geittinden con 694m. Existen algo más de 20 lagos.  
La escuela de Skogvika tiene 6 estudiantes (2012-2013). Posee una tienda en Engvika.